# 臺北市立成德國民中學
臺北市立成德國民中學，簡稱成德國中、成中，為一所位於臺北市南港區的國民中學，也是臺北市南港社區大學的校址。

## 校史
1986年成立籌備處，1991年7月1日正式成立。校名源自位在原址的成德學院。

## 外部連結
- . 自由時報. 2016-07-24  [2017-06-16]. （原始内容存档于2017-06-16）.